# Pyritis
Pyritis là một chi ruồi trong họ Syrphidae.